# Mikołaj IV z Bruntálu
Mikołaj IV z Bruntálu (ur. ok. 1370 r., zm. 1405/1407) – od 1385 r. książę na Bruntálu. Pochodził z dynastii Przemyślidów.
Mikołaj IV był młodszym synem księcia karniowsko-raciborskiego Jana I i Anny Głogowskiej.
W chwili śmierci ojca pomiędzy 1380 a 1382 r. małoletni Mikołaj IV znalazł się pod opieką starszego brata Jana II i matki Anny. Własną dzielnicę – niewielki okręg z Bruntálem jako głównym grodem otrzymał dopiero w 1385 r.
Zmarł ok. 1406 r. w stanie bezżennym i nie pozostawiając potomstwa. Po jego śmierci Jan II na powrót połączył Bruntál z księstwem raciborskim.